# Together With Me: The Series
Together With Me: The Series (tailandés: อกหักมารักกับผม) es una serie de televisión tailandesa de temática BL y LGBT emitida entre el 24 de agosto y el 5 de octubre de 2017. Interpretada en sus papeles principales por Nattapol Diloknawarit, Pakorn Thanasrivanitchai, Pimnitchakun Bumrungkit y Visava Thaiyanont se trata de una precuela de la historia narrada en la serie 'Bad Romance: The Series.
Centrada en la pareja homosexual formada por Korn (Diloknawarit) y Knock (Thanasrivanitchai) el hilo central de la serie es la manera en que ambos comienzan a fraguar una relación afectiva y los obstáculos a que deben hacer frente. También aparecen otras dos parejas protagonistas, una homo y otra heterosexual, en cuyas tramas aparecen temas como la diversidad afectiva, la juventud y su forma de relacionarse o la evolución personal.
Tras la finalización de la serie, a comienzos de 2018, la productora TV Thunder anunció su intención de realizar una tercera temporada con los mismos personajes titulada Together With Me: The Next Chapter. Dicha serie comenzó a emitirse el 28 de septiembre de 2018 y se enfoca en la pareja formada por Korn y Knock una vez que ya han formalizado más un avance y profundizando su relación.

## Sinopsis
Knock, un joven y atractivo estudiante de ingeniería en la Universidad, se despierta sobresaltado y desnudo en la cama. A su lado, también desnudo, está Korn su mejor amigo de la infancia a quien desde el instituto no veía con regularidad. La noche anterior ambos jóvenes, tras una fiesta que acabó en borrachera, han mantenido relaciones sexuales. Tras discutir por lo sucedido, ya que Knock tiene una novia, no se considera homosexual y siente que su amigo se ha aprovechado de él, ambos acuerdan mantener ese episodio en secreto.
Yihwa, la mejor amiga de Korn, tras descubrir lo sucedido, decide tomar cartas en el asunto. Conocedora de la identidad sexual de Korn y de los sentimientos que el joven experimenta por su amigo desde hace tiempo, tratará de exponer a la novia de Knock, Plern Pleng, una adinerada y caprichosa joven quien parece querer estar con Knock por su atractivo no por sus sentimientos. Por ello Plern Pleng hará todo lo posible para retener a su novio al lado y apartarlo de Korn a lo que Yihwa se opondrá.
Durante la serie Korn y Knock luchan y discuten pero también vivirán muchos momentos dulces juntos. Korn intentará profundizar en su amistad con Knock, intentando forjar una relación sentimental, sin asustarlo. Knock por su parte irá aceptando poco a poco los sentimientos que tiene hacia su discreto y afectuoso amigo. El miedo a la homofobia o al papel que desempeña un exnovio de Korn, que intenta recuperar nuevamente su amor, serán algunos de los elementos que la joven pareja deberán sortear. Finalmente ambos se confesarán mutuamente y comenzarán a salir juntos.

## Reparto
- Nattapol Diloknawarit - Korn
- Pakorn Thanasrivanitchai - Knock
- Pimnitchakun Bumrungkit - Yihwa
- Visava Thaiyanont - Cho
- Aim Satida Pinsinchai - Plern Pleng
- Tantimaporn Supawit - Farm
- Apiwat Porsche - Bright
- Tripobphoom Suthaphong - Mew
- Tem Khamphee Noomnoi - Phubet
- Thitichaya Chiwpreecha - Fai
- Janistar Phomphadungcheep Ken - Prae
- Mai Sukonthawa - Gavintra

## Recepción
La serie obtiene una valoración positiva en los portales de información cinematográfica. En IMDb con 85 puntuaciones se le otorga una valoración de 8,5 sobre 10.

"Esta serie es tan romántica. La historia de Knock y Korn me gusta mucho. ¡Hay mucha química entre ellos!
Crítica de chobbelen en IMDB 

En mydramalist.com, con 2861 valoraciones ,la serie obtiene una puntuación de 8,7 sobre 10.

"Era receloso cuando descubrí esta serie porque escuché que era la precuela de Bad Romance: The Series y leí críticas mixtas de sus seguidores. Pero ya en el primer episodio (...) ¡me enganché de inmediato!. Together With Me no es un típico BL ambientado en la universidad (...) en realidad hay personajes abiertamente gays. La mayoría de las series BL optan por una explicación del estilo: "No soy gay, solo estoy enamorado de ti". Pero me alegra ver que las series Thai BL están evolucionando e incluyen personajes que generan conciencia de lo que es la sexualidad y las dificultades a que se enfrentan esos personajes por ser LGBT+. También muestra cómo tener una red de apoyo, como amigos o familia, juega un papel importante en su vida y en la toma de decisiones".
Crítica de Mr. Fink en mydramalist.com 